# Scrubland

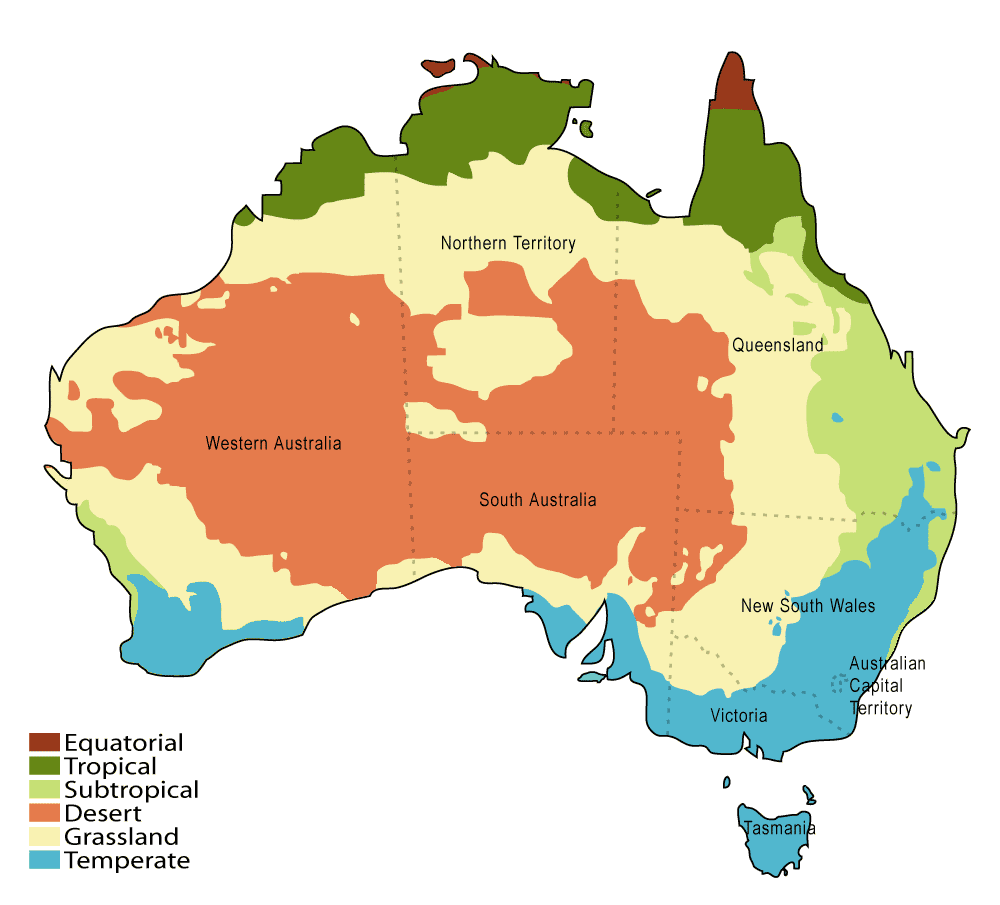
Klimaatzones van Australië

Shrubland, scrubland, scrub, brush en bush zijn de Engelse termen voor kreupelhout en struweel. Het is een vegetatiezone in Australië met struweel en verspreid voorkomende bomengroei. Het vormt de overgang tussen boomsavannes en bosgebieden enerzijds en woestijnen anderzijds. Op basis van de vegetatie wordt het Australische scrubland onderverdeeld in droge savanne, grassteppe, 'mallee scrub' en 'mulga scrub'.
Scrubland is enigszins te vergelijken met vegetatiezones als de Afrikaanse savanne, de Noord-Amerikaanse prairie en de Zuid-Amerikaanse pampa.

## Vegetatiezones in Australië
Samenhangend met het klimaat in Australië zijn enkele vegetatiezones te onderscheiden. In het noorden van het Kaap York-schiereiland in Queensland bevinden zich de equatoriale regenwouden. Het tropische en subtropische klimaat van de noordkust, de noordoostkust en het zuidwesten van West-Australië omvat bosgebieden, zowel regenwoud als eucalyptusbos, en boomsavannes. Centraal in Australië bevinden zich woestijnen. Tussen de woestijnen en de bosgebieden in liggen de scrublands.

## Algemene aspecten

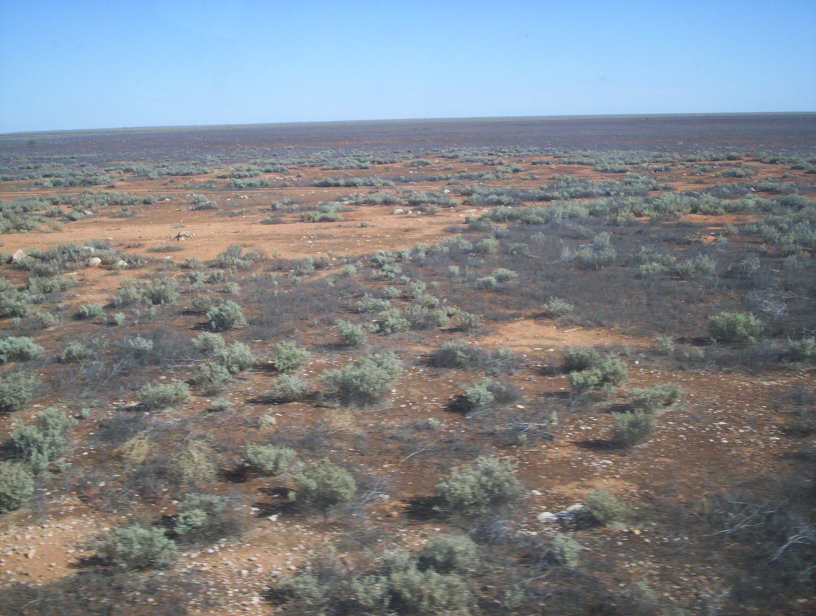
De Nullarborvlakte, een groot scrublandgebied langs de Grote Australische Bocht

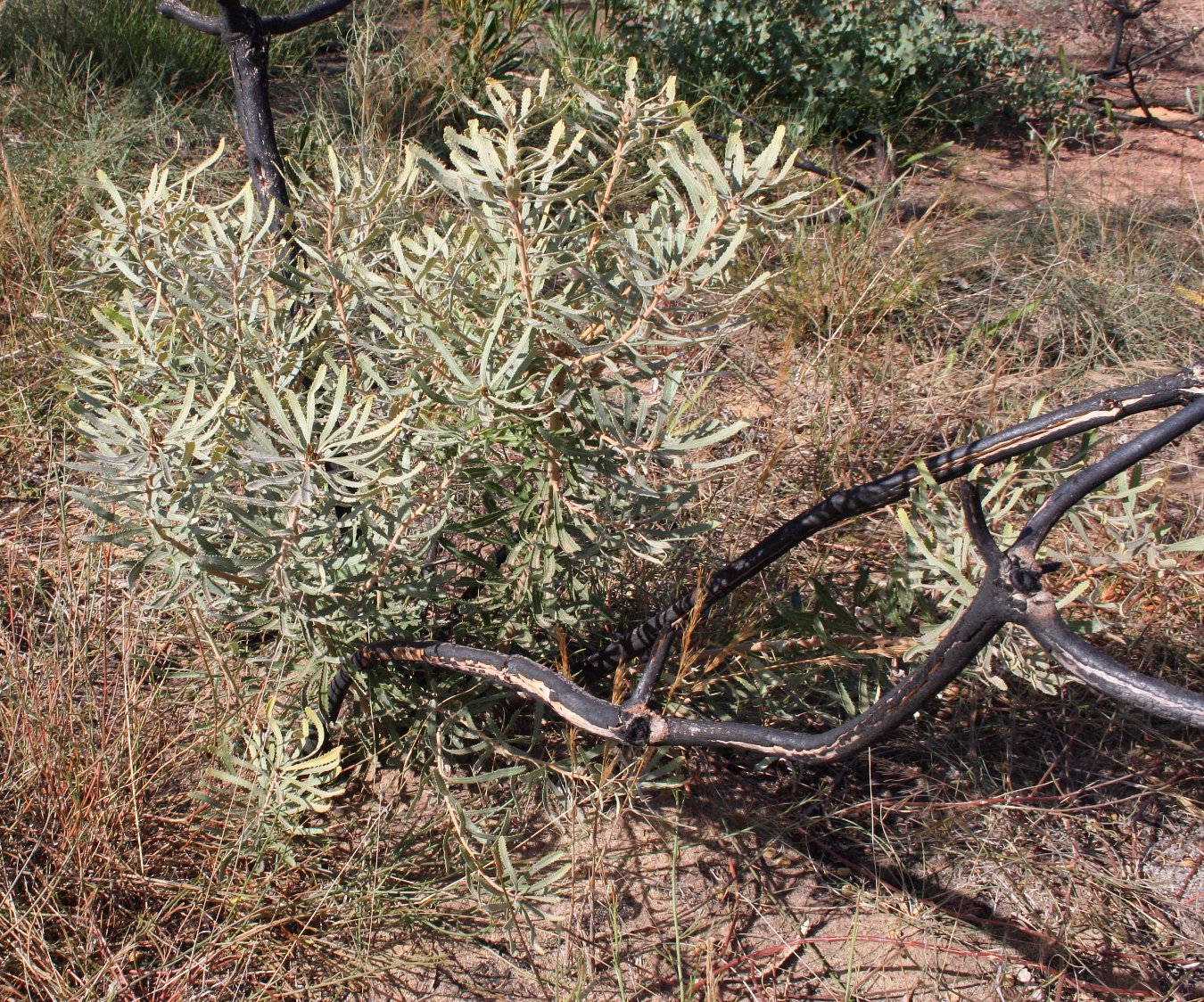
Mallee scrub in West-Australië

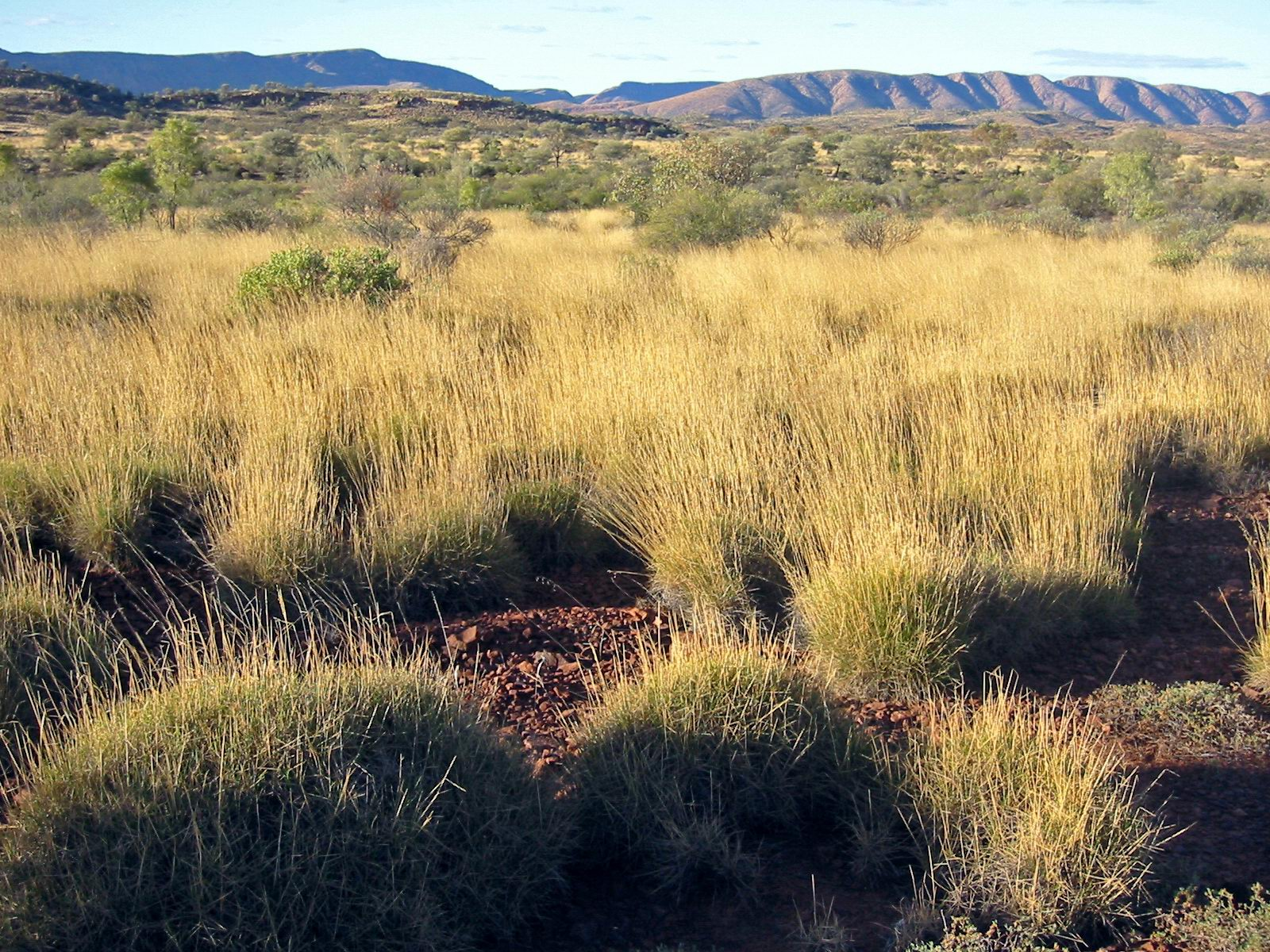
Spinifex-savanne in de MacDonnell Ranges

Scrubland komt voor in alle staten van het Australische vasteland en het Noordelijk Territorium. De dominerende plantengroei zijn het helmgras Spinifex en dwergvormen van de Acacia en de Eucalyptus. De gemiddelde neerslag in scrublands bedraagt ongeveer 250 mm per jaar. Scrublands worden sinds de komst van de Europese kolonisten in Australië deels gebruikt voor de extensieve veeteelt van schapen.
Enkele diersoorten die scrublands bewonen zijn de rode reuzenkangoeroe (Osphranter rufus), de emoe (Dromaeius novaehollandia), de dingo (Canis dingo), de wigstaartarend (Aquila audax), de roze kaketoe (Eolophus roseicapilla), de thermometervogel (Leipoa ocellata), de Goulds varaan (Varanus gouldii) en de taipan (Oxyuranus scutellatus).

## Soorten scrubland

### Mulga scrubland
De mulga scrub is het meest uitgebreid en tevens het droogste scrublandtype. Ongeveer een kwart van Australië wordt bedekt met mulga scrub en het komt voor in het zuiden van het Noordelijk Territorium, centrale delen van West-Australië, het noorden van Zuid-Australië, het zuidwesten van Queensland en het noordwesten van New South Wales. De naam van dit gebied verwijst naar de dominante plantensoort Acacia aneura, door de Aboriginals aangeduid als "mulga". De Nullarborvlakte en het Nationaal park Flinders Ranges in Zuid-Australië zijn bekende gebieden met mulga scrub.

### Mallee scrubland
Mallee scrub komt voor in de zuidelijke delen van Australië: het zuidwesten van West-Australië, het Eyre Peninsula en het zuidoosten van Zuid-Australië het zuidwesten van New South Wales en het noordwesten van Victoria. De naam van dit gebied verwijst naar de manier waarop bepaalde Eucalyptus-soorten, dominante plantensoorten in dit gebied, groeien: een groei die wordt gekenmerkt door meerdere stammen vanaf de grond die maximaal tien meter hoog worden. De nationale parken Wyperfeld en Little Desert in Victoria zijn bekende gebieden met mallee scrub.

### Grassteppe en droge savanne
De Australische grassteppe met spinifex als dominante begroeiing bevindt zich in het noorden van West-Australië en het zuiden van het Noordelijk Territorium. Onder meer in de MacDonnell Ranges in het Noordelijk Territorium komt dit vegetatietype voor. De Australische droge savanne ligt in het zuidwesten van New South Wales, het westen van Queensland en het zuidoosten van het Noordelijk Territorium.